# 汪涓

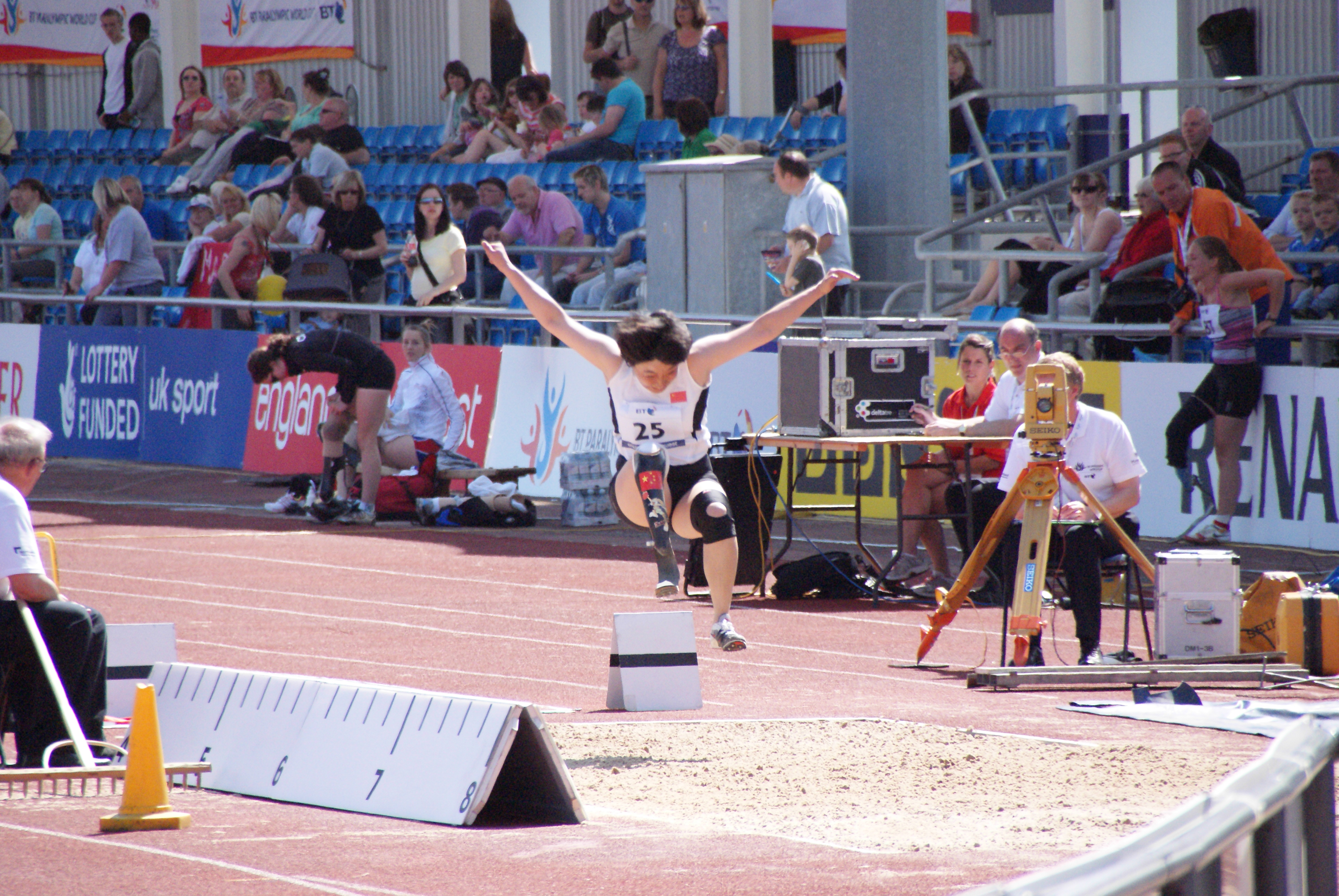
汪涓 （2009年）

汪涓（1975年9月3日—），中国残疾人奥林匹克运动会田径运动员，代表中国主要参加T44级短跑项目。
汪涓13岁时因车祸截肢，被迫退出入学才一个月的重点高中，进入北京市刚建立的首所残疾人职业高中。
1994年，汪涓被选入轮椅击剑队，仅训练40多天就在当年的第六届远南残疾人运动会上获得女子重剑冠军、花剑第二名。后转入田径队。在2000年悉尼残奥会上，她被选为护旗手。同年考入北京体育大学。
她参加了希腊雅典的2004年夏季残奥会，赢得T12级1500米金牌和T12级800米铜牌。她在2008年在中国北京重返残奥会，在T44级100米赛跑以仅落后冠军0.01秒的成绩又赢得一枚铜牌，并取得跳远比赛第四名。
汪涓还是北京市残疾人体育训练和职业技能培训中心职工，前后参加了40多次国际、国内残疾人体育比赛，共获得30多枚金牌，9次打破世界纪录。
汪涓和几名其他在北京训练的残奥会运动员参演了1997年的中国电影《黑眼睛》，基本上是他们自己小说化后的版本。